# Maxim Tchoudov
Maxim Aleksandrovitch Tchoudov (en russe : Максим Александрович Чудов, en anglais : Maksim Chudov), né le 12 novembre 1982 à Mikhaïlovska (un village près d'Oufa en Bachkirie), est un biathlète russe.
Victorieux de plusieurs épreuves en Coupe du monde, il compte également trois titres mondiaux à son palmarès.

## Carrière
Maxim Tchoudov s'illustre dans les catégories juniors en remportant quatre médailles dont deux titres lors des championnats du monde juniors en 2002 et 2003 (il gagne la poursuite et le relais lors de cette dernière année). Il fait sa première apparition en Coupe du monde en janvier 2005 lors d'une étape organisée à Antholz-Anterselva (Italie). Alors âgé de 22 ans, il marque ses deux premiers points grâce à une 29e place lors de sa première course parmi l'élite mondiale. Quelques jours plus tard à Cesana San Sicario, Tchoudov obtient une quinzième place sur un sprint et ce malgré deux fautes au tir. Il termine la saison au 60e rang mondial, une année au cours de laquelle le biathlète participe à ses premiers Championnats du monde à Hochfilzen (Autriche). 
Le Russe se révèle lors de la troisième étape de la Coupe du monde 2006-2007 en montant sur le podium de l'individuel , son premier podium en coupe du monde. Auteur d'un sans faute, il termine second d'une épreuve dominée par l'Allemand Sven Fischer. Il confirme quelque temps plus tard par un nouveau podium décroché à Oberhof (Allemagne). Ses performances lui permettent d'être sélectionné dans la délégation russe pour les Jeux olympiques de 2006 organisés à Turin. Seulement 32e sur l'individuel, il obtient deux places d'honneur sur le sprint et la poursuite (à chaque fois neuvième), puis une quinzième place sur la mass start. Il ne fait en revanche par partie du relais russe qui décrochera la médaille d'argent derrière les Allemands. Tchoudov achève la saison au treizième rang mondial. Il entame la saison 2006-2007 par deux premiers succès avec le relais russe à Hochfilzen et Oberhof et se distingue à titre individuel par plusieurs podiums. Il enlève finalement sa première victoire en coupe du monde lors de l'étape finale de la saison à Khanty-Mansiïsk (Russie). Devançant le Suédois Björn Ferry, ce succès et plusieurs podiums lui permettent de terminer l'année à la douzième place du classement général. Le Russe remportait auparavant la médaille d'or en relais aux Championnats du monde 2007 ainsi que la médaille d'argent sur la poursuite gagnée par le Norvégien Ole Einar Bjorndalen.

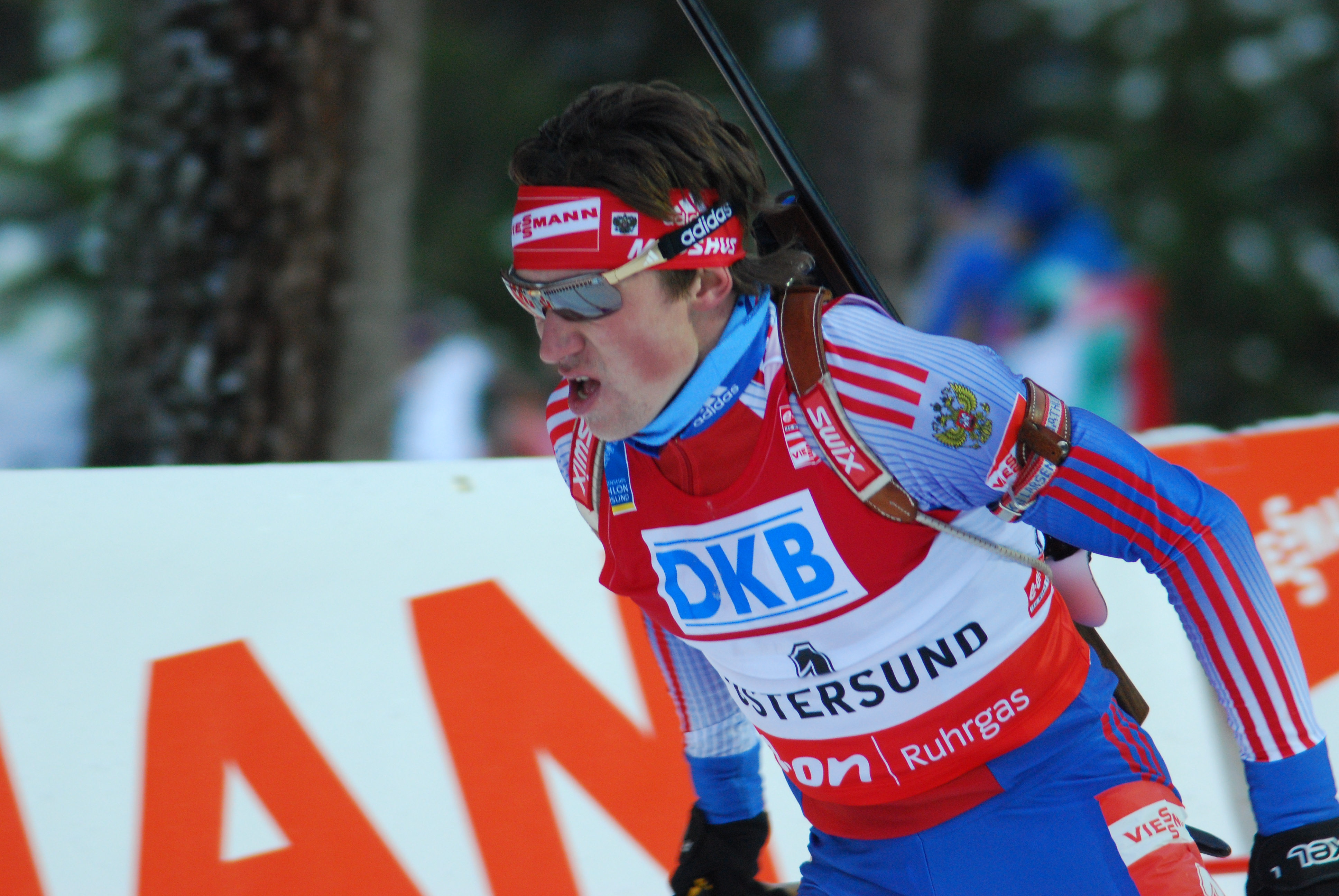
Maksim Tchoudov lors des Mondiaux 2008 d'Östersund.

Très régulier en Coupe du monde parmi les dix meilleurs biathlètes, il décroche sa première médaille mondiale en devenant champion du monde du sprint en 2008 à Östersund (Suède). Grâce à un tir parfait, il devance les Norvégiens Halvard Hanevold et Ole Einar Bjorndalen. Le lendemain de ce sacre, il enlève la médaille d'argent sur la poursuite.
Il est médaillé de bronze dans l'épreuve du relais en compagnie d'Ivan Cherezov, Anton Shipulin et Evgeny Ustyugov aux Jeux olympiques d'hiver de 2010.
Durant l'hiver 2013-2014, Tchoudov décide de mettre à terme à sa carrière sportive, après avoir tenté de retrouver son niveau à la suite d'une blessure.

## Palmarès

### Jeux olympiques
| Épreuve / Édition              | Individuel | Sprint | Poursuite | Départ en masse | Relais                              |
| Jeux olympiques 2006 Turin     | 32e        | 9e     | 9e        | 15e             | —                                   |
| Jeux olympiques 2010 Vancouver | —          | 63e    | —         | —               | Médaille de bronze, Jeux olympiques |

Légende :
- : première place, médaille d'or
- : deuxième place, médaille d'argent
- : troisième place, médaille de bronze

### Championnats du monde
| Mondiaux \ Épreuve          | Individuel                   | Sprint                       | Poursuite                    | Départ en masse              | Relais                       | Relais mixte |
| 2005 Hochfilzen / Khanty-M. | -                            | 36e                          | 31e                          | -                            | -                            | -            |
| 2006 Pokljuka               | Jeux olympiques de Turin     | Jeux olympiques de Turin     | Jeux olympiques de Turin     | Jeux olympiques de Turin     | Jeux olympiques de Turin     | 16e          |
| 2007 Antholz-Anterselva     | -                            | 13e                          | Médaille d'argent, monde     | 22e                          | Médaille d'or, monde         | 9e           |
| 2008 Östersund              | 5e                           | Médaille d'or, monde         | Médaille d'argent, monde     | Médaille de bronze, monde    | Médaille d'or, monde         | -            |
| 2009 Pyeongchang            | 10e                          | 5e                           | Médaille d'argent, monde     | 7e                           | 6e                           | 5e           |
| 2010 Khanty-Mansiïsk        | Jeux olympiques de Vancouver | Jeux olympiques de Vancouver | Jeux olympiques de Vancouver | Jeux olympiques de Vancouver | Jeux olympiques de Vancouver | 4e           |
| 2011 Khanty-Mansiïsk        | 9e                           | -                            | -                            | 30e                          | -                            | -            |

### Coupe du monde
- Meilleur classement général : 5e en 2009.
- selon l'Union internationale de biathlon, qui inclut les Jeux olympiques et les Championnats du monde :

18 podiums individuels : 4 victoires, 9 deuxièmes places et 5 troisièmes places.
- 12 podiums en relais, dont 5 victoires.

#### Classements en Coupe du monde
| Saison    | Classement général final | Individuel | Sprint | Poursuite | Mass start |
| 2004-2005 | 60e                      | nc         | 56e    | 50e       |            |
| 2005-2006 | 13e                      | 13e        | 12e    | 22e       | 5e         |
| 2006-2007 | 12e                      | 21e        | 8e     | 4e        | 20e        |
| 2007-2008 | 7e                       | 4e         | 10e    | 10e       | 6e         |
| 2008-2009 | 5e                       | 3e         | 5e     | 7e        | 8e         |
| 2009-2010 | 17e                      | 14e        | 15e    | 30e       | 17e        |
| 2010-2011 | 25e                      | 12e        | 28e    | 25e       | 27e        |

#### Détail des victoires
| Saison / Épreuve | Individuel | Sprint                            | Poursuite       | Mass Start | Total |
| 2006-2007        |            |                                   | Khanty-Mansiïsk |            | 1     |
| 2007-2008        |            | Östersund (Championnats du monde) |                 |            | 1     |
| 2008-2009        | Hochfilzen | Oberhof                           |                 |            | 2     |
| Total            | 1          | 2                                 | 1               | 0          | 4     |

### Championnats du monde junior
- Médaille d'argent de la poursuite en 2002.
- Médaille d'or de la poursuite et du relais en 2003.
- Médaille de bronze du sprint en 2003.

### Championnats d'Europe junior
- Médaille d'or de l'individuel et du relais en 2002.
- Médaille d'or de la poursuite en 2003.
- Médaille de bronze du sprint et du relais en 2003.

### Championnats du monde de biathlon d'été
- Médaille d'or de la poursuite en 2006.
- Médaille d'or du sprint en 2012.
- Médaille d'argent de la poursuite en 2007 et 2012.
- Médaille d'argent du sprint en 2007.

### IBU Cup
- 3 podiums, dont 2 victoires.